# Bonellia bissei
Bonellia bissei är en viveväxtart som först beskrevs av Lepper, och fick sitt nu gällande namn av Lepper och J.E.Gut. Bonellia bissei ingår i släktet Bonellia och familjen viveväxter. Inga underarter finns listade i Catalogue of Life.